# 宣憲皇后
宣憲皇后（せんけんこうごう）は、五代十国時代の後唐の明宗李嗣源の側室（即位前没）。姓は魏氏。末帝李従珂の母であり、その即位後に皇后に追尊された。

## 生涯
鎮州平山県の人。初め、同郷人の王氏に嫁いだ。男子を一人産んだ。唐の景福初年、李克用軍が平山を占領した際、魏氏は捕らえられ、李嗣源の側室となった。李嗣源は金にだらしなかった上、正妻の曹氏も家政が苦手だったため、魏氏が家事を担った。
魏氏は明宗の即位前に病死した。明宗が即位すると、魯国夫人を追贈した。実子の李従珂が即位すると皇后に追尊され、「宣憲」の諡を贈られた。

## 男子
- 末帝 李従珂 - 王氏との子

## 伝記資料
- 『新五代史』
- 『旧五代史』
- 『資治通鑑』